# Guilligomarc'h
Guilligomarc'h è un comune francese di 710 abitanti situato nel dipartimento del Finistère nella regione della Bretagna.

## Società

### Evoluzione demografica
Abitanti censiti